# PC/104

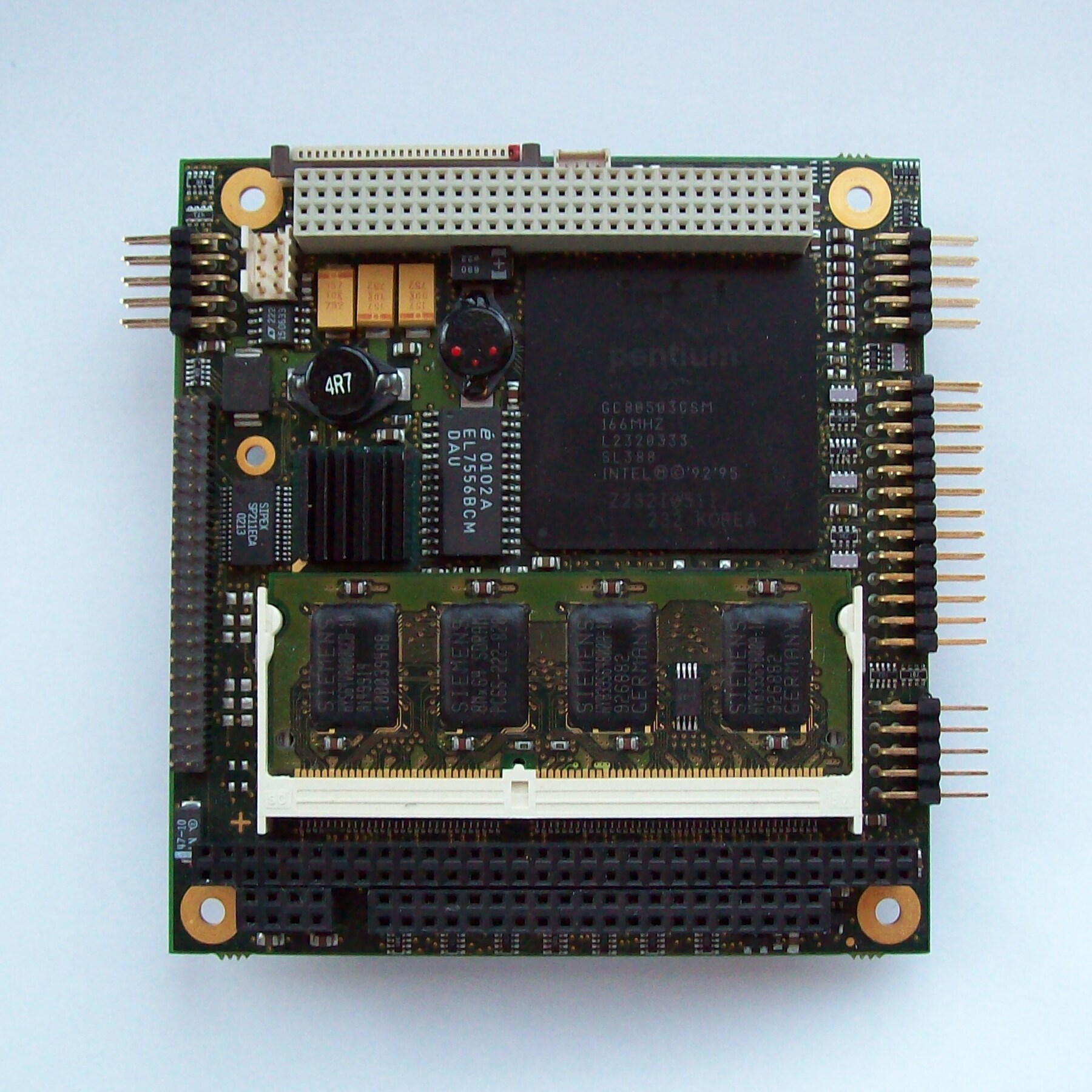
PC/104 主板

PC/104 是美國 Ampro Computers 在 80 年代末期所發展出來的介面規格，並且在 1992年公開以增加普及性。PC/104 的 PC 指的當然就是個人電腦，而 104 就是這個介面規格的總腳數。從嵌入式系統系統的角度來看，PC/104 的好處在於它比目前電腦標準的 ISA 介面規格小得多、整合了主機板與插卡的架構、降低訊號驅動力與電源的要求以配合嵌入式系統的需求。

## 形体尺寸
3.6x3.8英寸（91x96毫米），叠高不超过0.6英寸（16毫米）。